# Heinrich Joseph Adami
Heinrich Joseph Adami (* 16. Dezember 1807 in Wien; † 30. September 1895 ebenda) war ein österreichischer Schriftsteller und Zeitungsjournalist.

## Leben
Heinrich Joseph Adami wurde am 16. Dezember 1807 einer bürgerlichen Familie entstammend in Wien geboren. 1829 schloss er ein Studium der Rechtswissenschaften an der Universität Wien ab. Seit 1832 wirkte er als Redakteur der Wiener Theaterzeitung von Adolf Bäuerle. Fast 16 Jahre widmete er sich als solcher der Musik-Kritik. Mehrere Jahre lang redigierte er auch Privat-Geschäfts- und Auskunfts-Kalender. Außerdem verfasste er den Text zu Gottfried von Preyers Oratorium Noah, für ihn bearbeitete er auch William Shakespeares Der Sturm. 1848 stieg Adami aus dem literarischen Geschäft aus. In diesem Jahr wirkte er als Redakteur der Wiener Zeitung, bei der Presse und 1850 bei der Ostdeutschen-Post. Dabei schrieb er Artikel besonders über Jura und Politik. Adami hatte auch eine gerichtliche Funktion innegehabt, 1850 ernannte man ihn zum Assessor.
Constantin von Wurzbach verfasste 1856 für das Biographische Lexikon des Kaiserthums Oesterreich einen Artikel über Adami.

## Werke
- Alt- und Neu-Wien (Wien 1841/1842; mit anderen herausgegeben)
- Ein halbes Tausend kleiner Räthsel, kindleicht zu lösen (anonym)